# Mezzocorona
Mezzocorona é uma comuna italiana da região do Trentino-Alto Ádige, província de Trento, com cerca de 4.711 habitantes. Estende-se por uma área de 25 km², tendo uma densidade populacional de 188 hab/km². Faz divisa com Ton, Salorno (BZ), Roveré della Luna, Giovo, Mezzolombardo, Faedo e San Michele all'Adige.